# 朝原內親王
朝原內親王（779年—817年），日本第五十一代平城天皇的皇妃，父親是第五十代桓武天皇，母親是第四十九代光仁天皇皇女酒人內親王。延曆元年被選為伊勢神宮齋宮，但未赴任，延曆四年由父皇桓武天皇送她到伊勢神宮正式上任齋宮，至延曆十五年回到京師。後來入宮成為平城天皇之妃，時值藤原藥子專寵，沒有得到平城天皇的眷幸，而後又因「藥子之變」事件被罷免皇妃職位，是位境遇淒涼的內親王。

## 略歷
延歷元年，為伊勢齋。延歷四年，桓武天皇親至齋所遣送，百官送至大和邊界。延歷十五年，回京。延歷十七年，賜田二百五十町，後進二品，為皇妃。弘仁三年四月，辭去皇妃職位。弘仁八年，薨，年三十九。

## 來源
- 大日本史 （页面存档备份，存于）